# Fillrate
Il Fillrate è un parametro per valutare le prestazioni di una scheda video. Esistono due tipologie di fillrate che vengono prese in considerazione:
- Pixel fillrate - Indica la quantità di pixel che la Graphics Processing Unit (GPU) è in grado di scrivere nella memoria video in un secondo e viene misurato in megapixel o, nelle schede più recenti, in gigapixel. Esso corrisponde al prodotto tra la frequenza di clock del processore grafico e il suo numero di pipeline.

- Texel fillrate - Indica la quantità di texel (elemento fondamentale di una texture) visualizzabili in un secondo e viene misurato in Megatextel/s. Esso equivale al prodotto tra il pixel framerate e il numero di texture applicabili dal processore a ciascun pixel.

Il fillrate, che è sempre stato usato come termine di confronto nella battaglia tra le schede video ATI e NVidia, ha via via perso importanza man mano che nell'elaborazione grafica si è resa necessaria una potenza di calcolo superiore nello shading e non nel puro fillrate.